# Instituto Brasileiro de Museus
O Instituto Brasileiro de Museus (Ibram) é uma autarquia vinculada ao Ministério do Turismo, órgão gestor da Política Nacional de Museus. Criado por meio da Lei nº 11 906, em 20 de janeiro de 2009, tem como um dos seus principais objetivos a promoção de programas e projetos voltados à organização, gestão e desenvolvimento dos museus.
O Ibram trabalha pela melhoria física e estrutural dos museus, por uma maior articulação e intercâmbio do setor museológico e pela ampliação e democratização do acesso do público às suas instituições de memória. Por serem os museus lugares de transformação social e de desenvolvimento, também estão entre as prioridades do Instituto o incentivo e a criação de ferramentas que permitam o empoderamento social de todos aqueles que têm desejo de memória.

## Histórico
A institucionalização do setor museológico no Brasil tem início na Era Vargas (1930-1945), marco das políticas públicas de cultura no Brasil. Nesse período, destacam-se a criação do Curso de Museus (1932), responsável pela institucionalização dos estudos de museus e da museologia no Brasil, e o estabelecimento da Inspetoria de Monumentos Nacionais (1934), um dos principais antecedentes do SPHAN – do qual decorre a origem do Iphan/MinC e, por último, do Ibram – no âmbito do Museu Histórico Nacional, na cidade do Rio de Janeiro, RJ.
Nos anos 2000 foi lançada a Política Nacional de Museus (PNM), primeiro documento que estabelece as diretrizes conceituais do papel dos museus e do direito à memória da sociedade brasileira. A PNM foi construída de forma democrática com a participação do setor museológico de todo país no ano de 2002 e lançada no dia 16 de maio de 2003 em uma solenidade realizada no Museu Histórico Nacional, na cidade do Rio de Janeiro (RJ), que contou com a presença do Ministro da Cultura Gilberto Gil.

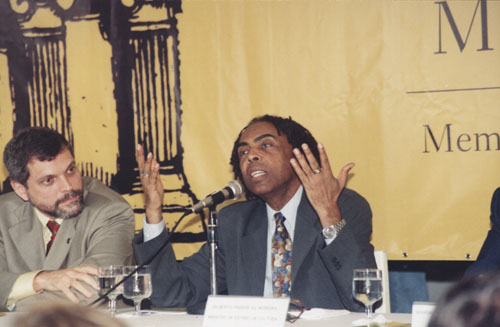
Ministro da Cultura Gil durante a cerimônia de lançamento da Política Nacional dos Museus, no Museu Histórico Nacional do Rio de Janeiro (RJ), em 2003.

Em atendimento à PNM, e como um primeiro passo de criação de um órgão específico para a gestão de políticas públicas para os museus, foi criado o Departamento de Museus e Centros Culturais (Demu) em 2004, no âmbito do Instituto do Patrimônio Histórico e Artístico Nacional (Iphan).
Em 20 de janeiro de 2009, foi sancionada pelo presidente da República Luiz Inácio Lula da Silva a Lei n.º 11 906, que tornou independente a a Diretoria de Museus e as Unidades Museológicas do Instituto do Patrimônio Histórico e Artístico Nacional. Portanto, o Ibram originou-se do antigo Demu-Iphan, sendo responsável tanto pela Política Nacional de Museus quanto pela administração direta de 30 museus federais, em 10 estados da federação.
Como resultados importantes dessa construção, evidenciam-se, em particular, os instrumentos que têm possibilitado ao Estado uma atuação mais efetiva na regulamentação e consolidação de políticas públicas no campo dos museus e da memória: a promulgação do Estatuto de Museus (Lei nº 11 904, de 14 de Janeiro de 2009), a criação do Ibram/MinC (Lei nº 11 906, de 20 de Janeiro de 2009) e o Decreto nº 8 124, de 17 de outubro de 2013, que regulamenta o Estatuto, e o próprio órgão.
Sempre considerando a diversidade museológica brasileira, o Ibram dialoga democraticamente com esse universo em franca expansão, composto por mais de três mil e setecentos museus de múltiplas tendências, levando a cabo ações de fomento, de aquisição e preservação de acervos, bem como de integração entre os diversos atores do setor.
No dia 10 de setembro de 2018, o presidente Michel Temer assinou a Medida Provisória nº 850 que autoriza a criação da Abram (Agência Brasileira de Museus) e dá outras providências. Essa medida repercutiu negativamente entre as instituições do setor museológico.

### Missão e visão
A missão do Ibram é promover a valorização dos museus e do campo museal, a fim de garantir o direito às memórias, o respeito à diversidade e a universalidade de acesso aos bens musealizados. Visa tornar-se referência na gestão de políticas públicas e na geração e difusão de conhecimento para o campo museológico.
Em suas ações, o Ibram afirma sempre considerar a visão museológica; o patrimônio; a diversidade; a transparência; as memórias e as identidades; a natureza educativa; a relevância social; a sustentabilidade; a acessibilidade universal e a participação.

### Competências
O Ibram tem a responsabilidade de promover e implementar políticas públicas para o campo museológico, visando a organização, gestão e o desenvolvimentos de instituições museais  e seus acervos. Para o cumprimento dessa premissa, o Instituto incentiva programas e ações que viabilizem a preservação, a promoção e a sustentabilidade do patrimônio museológico brasileiro, estimulando a participação de instituições museológicas políticas públicas para o setor museológico e nas ações de preservação, investigação e gestão do patrimônio cultural musealizado.
O Instituto desenvolve e promove ações de comunicação, educação e ação cultural relativos ao patrimônio cultural sob a guarda das instituições museológicas para o reconhecimento dos diferentes processos identitários, sejam eles de caráter nacional, regional ou local e o respeito à diferença e à diversidade cultural do povo brasileiro.
O Ibram tem também as seguintes finalidades:
- Propor medidas de segurança e proteção de acervos, instalações e edificações das instituições museológicas, visando manter a integridade dos bens culturais musealizados.
- Contribuir para a divulgação e difusão, em âmbito nacional e internacional, dos acervos museológicos brasileiros;
- Propor e implementar projetos, programas e ações para o setor museológico, bem como coordenar, acompanhar e avaliar as atividades deles decorrentes;
- Estabelecer e divulgar normas, padrões e procedimentos, com vistas em aperfeiçoar o desempenho das instituições museológicas no país e promover seu desenvolvimento;
- Promover o inventário sistemático dos bens culturais musealizados, visando a sua difusão, proteção e preservação;
- Implantar e manter atualizado cadastro nacional de museus visando à produção de conhecimentos e informações sistematizadas sobre o campo museológico brasileiro;
- Coordenar o Sistema Brasileiro de Museus (SBM), fixar diretrizes, estabelecer orientação normativa e supervisão técnica para o exercício de suas atividades sistematizadas.

### Presidentes
| Presidente                                          | Período                 |
| --------------------------------------------------- | ----------------------- |
| José do Nascimento Júnior                           | 08/05/2009 - 12/03/2013 |
| Eneida Braga Rocha de Lemos (Presidente Substituta) | 18/04/2011 - 22/12/2014 |
| Angelo Oswaldo de Araújo Santos                     | 09/07/2013 - 31/12/2014 |
| Carlos Roberto Ferreira Brandão                     | 27/01/2015 - 20/06/2016 |
| Marcelo Mattos Araújo                               | 15/09/2016 - 01/10/2018 |
| Eneida Braga Rocha de Lemos (Presidente Substituta) | 23/11/2018 - 20/02/2019 |
| Paulo César Brasil do Amaral                        | 21/02/2019 - 04/03/2020 |
| Pedro Machado Mastrobuono                           | 06/03/2020              |

## Estrutura
O Instituto Brasileiro de Museus (Ibram) é uma autarquia federal, dotada de personalidade jurídica de direito público, com autonomia administrativa e financeira, vinculada ao Ministério da Cultura.
Sua estrutura administrativa é constituída pela sua sede (Brasília-DF), dois Escritórios de Representação Regional (RJ e MG) e trinta museus que estão instalados em 8 (oito) estados da federação. Têm sob sua guarda inventariados aproximadamente 351 983 itens, e correspondem a um conjunto de 73 edificações (incluindo a sede principal, os escritórios e os museus), somando aproximadamente 81 971,98 m² de área construída e 47.605,35 m² de área expositiva.

### Organograma
De acordo com o Decreto nº 6 845/2009 e o Regimento Interno do Ibram, Portaria nº 164, de 11/05/2012 que institui as Representações Regionais e Portaria nº 70, de 25/02/2016 que cria o Núcleo de Relações Institucionais (NRI), o organograma do Ibram é composto pelos por 5 órgãos:
1. Órgãos colegiados (diretoria, comitês e conselhos deliberativos e consultivos);
2. Órgão de assistência direta e imediata ao Presidente (que incluem as representações regionais de Minas Gerais (MG) e do Rio de Janeiro (RJ));
3. Órgãos seccionais (atividades-meio)
4. Órgãos específicos singulares (atividades finalísticas)
5. Órgãos descentralizados (museus)

Os órgãos específicos singulares (departamentos) e os órgãos descentralizados (museus) são responsáveis pela condução dos principais macroprocessos finalísticos do Ibram, enquanto os macroprocessos de apoio são gerenciados pelos órgãos seccionais. Os principais deles incluem os seguintes departamentos, localizados em Brasília (DF), e os escritórios regionais:
- Departamento de Processos Museais (DPMUS)
- Departamento de Difusão, Fomento e Economia dos Museus (DDFEM)
- Departamento de Planejamento e Gestão Interna (DPGI)
- Coordenação Geral de Sistemas de Informação Museal (CGSIM)
- Escritório de Representação Regional-MG
- Escritório de Representação Regional-RJ

### Governança
A governança (interna e externa) do Ibram é formada por 7 entidades: i) Sistema Brasileiro de Museus (SBM); ii) Diretoria, Comitê Gestor do Sistema Brasileiro de Museus (CGSBM); iii) Comitê de Gestão do Ibram (COGES); iv) Diretoria, Auditoria Interna (AUDIN); v) Ouvidoria; vi) Comissão de Ética (CE Ibram); e vii) Conselho Consultivo do Patrimônio Museológico (CCPM). Dentre essas instâncias, destacam-se aquelas que contam com a participação de outras áreas de atuação do governo federal e da sociedade civil.

##### Sistema Brasileiro de Museus
O Sistema Brasileiro de Museus (SBM) é o principal integrante do sistema de governança do setor museológico nacional. Instituído pelo Decreto nº 5 264, de 5 de novembro de 2004, revogado pelo Decreto nº 8 124, de 17 de outubro de 2013, que ampliou sua representação e competências, consolida e regulamenta uma importante e diversificada rede de parcerias institucionais voltada para a elaboração coletiva dos rumos do setor museológico em nosso país. O SBM é um marco na atuação das políticas públicas de valorização, preservação e gerenciamento do patrimônio cultural brasileiro sob a guarda dos museus, tornando-o representativo da diversidade étnica e cultural do país.

##### Comitê Gestor do Sistema Brasileiro de Museus
O Comitê Gestor do Sistema Brasileiro de Museus (CGSBM), conforme previsto no artigo 19 do Decreto n.º 8 124, de 17 de outubro de 2013, tem por finalidade propor diretrizes e ações e também apoiar e acompanhar o desenvolvimento do setor museológico brasileiro. O Comitê é formado por representantes com mandato válido por dois anos dos órgãos e entidades com competências interdisciplinares ao campo museológico, e ainda por aqueles com expressivo número de museus vinculados em sua estrutura, tais como Ministério da Cultura (MinC); Instituto do Patrimônio Histórico e Artístico Nacional (Iphan); Ministério da Educação (MEC), Ministério da Defesa (MD); Ministério da Ciência, Tecnologia e Inovação (MCTI) e do Ministério do Turismo (MTur); sistemas estaduais e municipais de museus; entidade representativa dos museus privados de âmbito nacional; Conselho Federal de Museologia (COFEM); entidade de âmbito nacional representativa dos ecomuseus e museus comunitários; Comitê Brasileiro do Conselho Internacional de Museus (ICOM-BR); Associação Brasileira de Museologia (ABM); e instituições universitárias relacionadas à área de museologia. Os integrantes indicados cumprem mandato de quatro anos, permitida a recondução.

##### Conselho Consultivo do Patrimônio Museológico
As principais atribuições do Conselho Consultivo do Patrimônio Museológico (CCPM) são a formulação de políticas públicas para o setor museológico de maneira democrática e permanente bem como examinar, apreciar e opinar sobre questões relacionadas à consolidação e desenvolvimento do Ibram e ao fortalecimento do setor museológico, conforme seu Regimento Interno. Ele se reúne em caráter ordinário uma vez por semestre, podendo reunir-se em caráter extraordinário por convocação do Presidente ou da maioria de seus membros. O órgão pode convidar técnicos, especialistas e membros da sociedade civil para prestar informações e opinar sobre questões específicas. Os integrantes indicados cumprem mandato de quatro anos, permitida a recondução.

## Museus federais vinculados ao Ibram (órgãos descentralizados)[30][33]
| Imagem | Instituição                                                            | Município              | Estado            | Construção do edifício                      | Usos anteriores                                                                       | Inauguração | Site                                                   |
| ------ | ---------------------------------------------------------------------- | ---------------------- | ----------------- | ------------------------------------------- | ------------------------------------------------------------------------------------- | ----------- | ------------------------------------------------------ |
|        | Museu da Inconfidência                                                 | Ouro Preto             | Minas Gerais      | Década de 1780                              | Casa da Câmara e Cadeia                                                               | 1946        | [ligação inativa]                                      |
|        | Museu da República (Palácio do Catete)                                 | Rio de Janeiro         | Rio de Janeiro    | 1866                                        | Residência do barão de Nova Friburgo, sede do Poder Executivo                         | 1960        |                                                        |
|        | Palácio Rio Negro (administrado pelo Museu da República)               | Petrópolis             | Rio de Janeiro    | 1889-1896                                   | Residência do barão do Rio Negro, residência de verão do Presidente da República      | 2010        |                                                        |
|        | Museu Histórico Nacional                                               | Rio de Janeiro         | Rio de Janeiro    | Século XVII a 1922                          | Complexo de edifícios militares, pavilhão da Exposição do Centenário da Independência | 1922        |                                                        |
|        | Museu Imperial                                                         | Petrópolis             | Rio de Janeiro    | 1845-1862                                   | Palácio de verão de Dom Pedro II, residência de verão do Presidente da República      | 1943        | Arquivado em 6 de janeiro de 2010, no Wayback Machine. |
|        | Museu Lasar Segall                                                     | São Paulo              | São Paulo         | 1932                                        | Residência do pintor Lasar Segall                                                     | 1967        |                                                        |
|        | Museu Nacional de Belas Artes                                          | Rio de Janeiro         | Rio de Janeiro    | 1908                                        | Sede da Escola Nacional de Belas Artes                                                | 1937        |                                                        |
|        | Museu do Açude (equipamento dos Museus Castro Maya)                    | Rio de Janeiro         | Rio de Janeiro    | Fim do século XIX (reformada nos anos 1920) | Chácara da família Castro Maya                                                        | 1963        |                                                        |
|        | Museu da Chácara do Céu (equipamento dos Museus Castro Maya)           | Rio de Janeiro         | Rio de Janeiro    | 1954                                        | Chácara de Raymundo Ottoni de Castro Maya                                             | 1972        |                                                        |
|        | Museu Villa-Lobos                                                      | Rio de Janeiro         | Rio de Janeiro    | Século XIX                                  | Residência                                                                            | 1960        |                                                        |
|        | Museu de Arte Sacra de Paraty                                          | Paraty                 | Rio de Janeiro    |                                             | Igreja de Santa Rita                                                                  | 1978        |                                                        |
|        | Museu Casa da Hera                                                     | Vassouras              | Rio de Janeiro    | Primeira metade do século XIX               | Residência                                                                            | 1968        |                                                        |
|        | Museu Casa de Benjamin Constant                                        | Rio de Janeiro         | Rio de Janeiro    | 1860                                        | Residência de Benjamin Constant                                                       | 1982        |                                                        |
|        | Museu da Abolição                                                      | Recife                 | Pernambuco        | Século XVII                                 | Residência do abolicionista e cossignatário da Lei Áurea Cons. João Alfredo           | 1983        |                                                        |
|        | Museu das Bandeiras                                                    | Goiás                  | Goiás             | 1766                                        | Casa da Câmara e Cadeia da Província de Goiás                                         | 1949        |                                                        |
|        | Museu das Missões                                                      | São Miguel das Missões | Rio Grande do Sul | 1940                                        | n/a                                                                                   | 1940        |                                                        |
|        | Museu Socioambiental de Itaipu (antigo Museu de Arqueologia de Itaipu) | Niterói                | Rio de Janeiro    | 1764                                        | Recolhimento de Santa Teresa                                                          | 1977        |                                                        |
|        | Museu de Arte Religiosa e Tradicional de Cabo Frio                     | Cabo Frio              | Rio de Janeiro    | 1686                                        | Convento de Nossa Senhora dos Anjos                                                   | 1982        |                                                        |
|        | Museu de Arte Sacra da Igreja da Boa Morte                             | Goiás                  | Goiás             | 1762-1779                                   | Igreja de Nossa Senhora da Boa Morte                                                  | 1969        |                                                        |
|        | Museu do Diamante                                                      | Diamantina             | Minas Gerais      | Século XVIII                                | Residência do padre Rolim, membro da Inconfidência Mineira                            | 1954        |                                                        |
|        | Museu do Ouro                                                          | Sabará                 | Minas Gerais      | Século XVIII                                | Casa da Real Intendência e Fundição do Ouro de Sabará                                 | 1946        |                                                        |
|        | Museu Forte Defensor Perpétuo                                          | Paraty                 | Rio de Janeiro    | 1793                                        | Forte militar                                                                         | 1957        |                                                        |
|        | Museu Regional de Caeté                                                | Caeté                  | Minas Gerais      | Fins do século XVIII                        | Residência do primeiro Barão de Catas Altas (João Batista Ferreira de Sousa Coutinho) | 1950        |                                                        |
|        | Museu Regional de São João del-Rei                                     | São João del-Rei       | Minas Gerais      | 1859                                        | Residência do comendador João Antônio da Silva Mourão e família                       | 1963        |                                                        |
|        | Museu Solar Monjardim                                                  | Vitória                | Espírito Santo    | Século XVIII                                | Residência do Barão de Monjardim e família                                            | 1980        |                                                        |
|        | Museu Victor Meirelles                                                 | Florianópolis          | Santa Catarina    |                                             | Residência de Victor Meirelles                                                        | 1952        |                                                        |
|        | Museu Casa Histórica de Alcântara                                      | Alcântara              | Maranhão          | Século XIX                                  | Residência e loja                                                                     | 2004        |                                                        |
|        | Casa da Princesa                                                       | Pilar de Goiás         | Goiás             | 1745                                        | Residência                                                                            |             |                                                        |
|        | Casa dos Ottoni                                                        | Serro                  | Minas Gerais      | Século XVIII                                | Residência da Família Ottoni                                                          | 1949        |                                                        |

## Políticas públicas, programas, projetos e ações

### Política Nacional de Museus (PNM)[35]

##### Plano Nacional Setorial de Museus (PNSM)
O Plano Nacional Setorial de Museus (PNSM) é o documento de planejamento global e de longo prazo voltado ao setor museológico no Brasil. O instrumento pretendeu institucionalizar políticas de longo prazo, a partir do estabelecimento de objetivos e prioridades do setor.

##### Fórum Nacional de Museus (FNM)
A cada dois anos, o Ibram realiza o Fórum Nacional de Museus (FNM). O evento, de abrangência nacional, tem por objetivo refletir, avaliar e delinear diretrizes para a Política Nacional de Museus (PNM) e consolidar as bases para a implantação de um modelo de gestão integrado dos museus brasileiros, representado pelo Sistema Brasileiro de Museus (SBM). O Fórum assume o desafio de consolidar um ambiente de debate sobre o papel da museologia contemporânea e suas implicações sobre as políticas públicas voltadas para o setor.

##### Política Nacional de Educação Museal (PNEM)

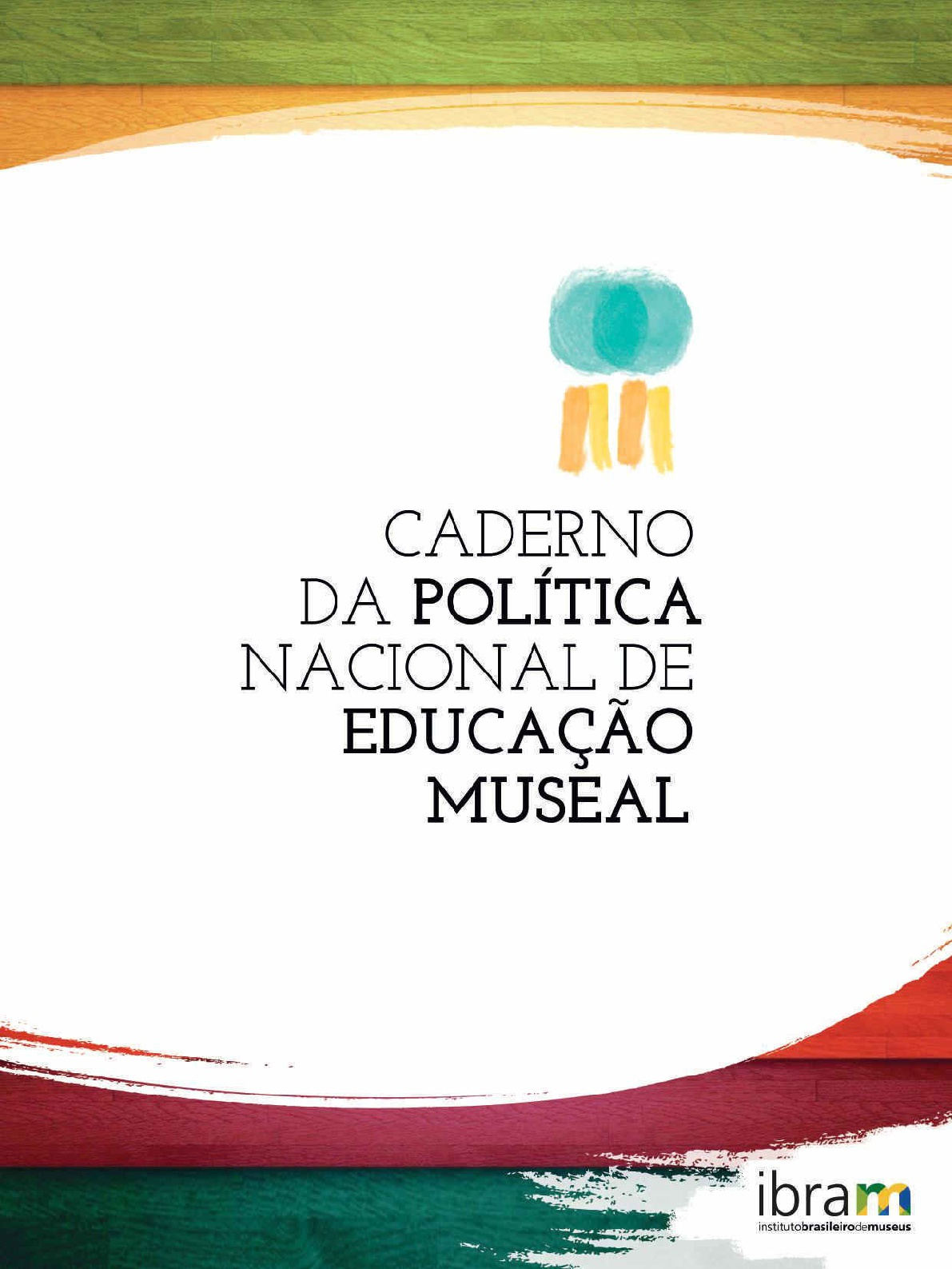
Caderno da Política Nacional de Educação Museal (PNEM).

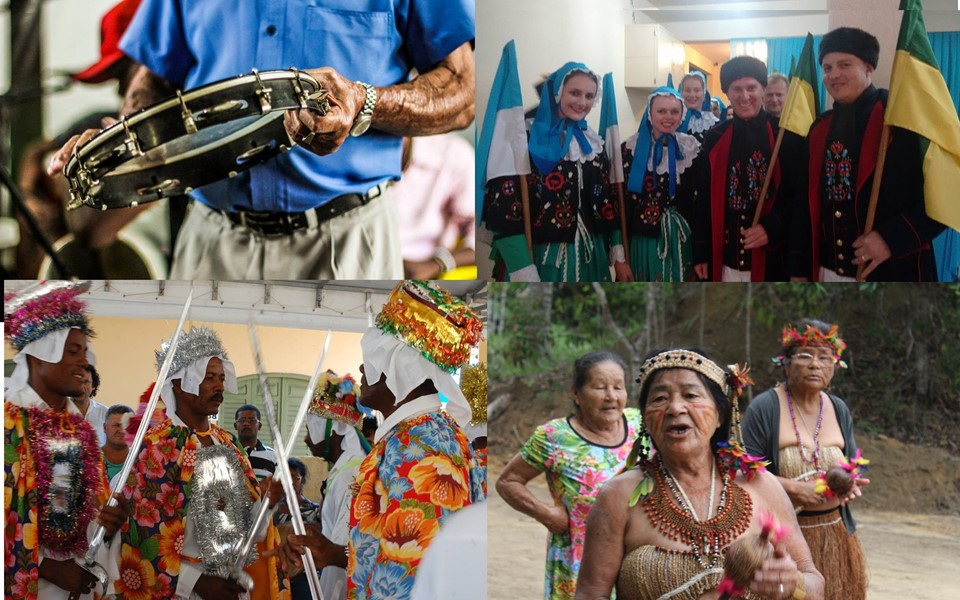
Pontos de Memória brasileiros.

A Política Nacional de Educação Museal (PNEM) é um conjunto de princípios e diretrizes norteadores da realização das práticas educacionais em instituições museológicas realizada a partir de 2010, como consequência do trabalho coletivo de servidores do Ibram, educadores museais, Redes de Educadores em Museus, professores das diversos níveis e esferas de ensino, estudantes, profissionais e usuários de museus. Trata-se de um instrumento de consolidação e fortalecimento da dimensão educativa em todos os espaços do museu, e subsídio para a atuação dos educadores que atuam no campo museológico.

##### Programa Pontos de Memória
O Programa Pontos de Memória reúne um conjunto de ações e iniciativas de reconhecimento e valorização da memória social, de modo que os processos museais protagonizados e desenvolvidos por povos, comunidades, grupos e movimentos sociais, em seus diversos formatos e tipologias, sejam reconhecidos e valorizados como parte integrante e indispensável da memória social brasileira. Com base no Plano Nacional Setorial de Museus (PNSM) e Plano Nacional de Cultura (PNC), trabalha a memória como fator de inclusão e transformação social, por meio da integração das diversas iniciativas museais brasileiras e ações pautadas no fomento à criação de novos processos de produção e institucionalização de memórias referentes à diversidade social, étnica e cultural do País.

### Preservação, difusão e acesso

##### Cadastro de Bens Musealizados Desaparecidos
O Cadastro de Bens Musealizados Desaparecidos (CBMD) foi desenvolvido em 2010, com base na Lista Object ID elaborada a partir da iniciativa do Getty Information Institute em 1995 e outras normas e resoluções disponibilizadas pelo Conselho Internacional de Museus (Icom). No âmbito do Ibram, a criação deste cadastro objetiva a universalização do acesso ao conjunto dos bens culturais desaparecidos dos museus brasileiros para possibilitar o  rastreamento da localização e possibilitar a sua recuperação. Para registro do bem desaparecido no CBMD as informações devem ser encaminhadas por via postal ou por meio digital pelo proprietário do bem (quando este bem for declarado de interesse público) ou pelo representante legal do Museu. Vale salientar que o envio do boletim de ocorrência sobre o desaparecimento do objeto, constitui parte fundamental do processo de cadastramento, além de uma breve descrição das peças, acompanhadas de informações técnicas e de reproduções fotográficas.

##### Declaração de Interesse Público
A Declaração de Interesse Público é um dispositivo legal voltado à proteção de bens culturais musealizados ou passíveis de musealização, considerados individualmente ou em  conjunto, de propriedade pública ou particular, cujo objetivo é garantir a proteção e impedir a destruição e dispersão desses bens. É mais um instrumento de acautelamento, para preservar o patrimônio cultural brasileiro e ampliar o acesso da sociedade aos bens culturais musealizados ou passíveis de musealização.

##### Destinação aos Museus Brasileiros de Bens Culturais Apreendidos pela Receita Federal
A destinação de bens culturais aos museus é prevista pela Lei Federal nº 12 840, de 9 de julho de 2013. Os bens culturais que se enquadrem em mercadorias abandonadas, entregues à Fazenda Nacional ou objeto de pena de perdimento, presentes nas alfândegas da Receita Federal do Brasil, podem ser destinados aos museus. Essa lei beneficia toda a população brasileira, pois possibilita a ampliação dos acervos dos museus.

##### Inventário Nacional de Bens Culturais Musealizados
O Inventário Nacional de Bens Musealizados (INBCM) é um instrumento da Política Nacional de Museus, para registro dos dados sobre os bens culturais que integram os acervos museológico, bibliográfico e arquivístico dos museus brasileiros, para fins de acautelamento, preservação e consulta. Este instrumento, entretanto, não substitui os instrumentos de documentação e pesquisa realizados pelos museus. Os museus públicos e privados, das diversas tipologias e tamanhos, em conformidade com o Art. 7º do Decreto nº 8 124/2013, são responsáveis pelos dados fornecidos sobre os bens culturais musealizados preservados nas instituições e por mantê-los sempre atualizados. Para tanto, o Ibram estabelece e divulga procedimentos, metodologia e um sistema de informações, a fim de cumprir o disposto no decreto e dar visibilidade ao acervo cultural preservado pelas unidades museológicas em todo o território nacional.

##### Programa de Gestão de Riscos ao Patrimônio Musealizado Brasileiro
O Programa de Gestão de Riscos ao Patrimônio Musealizado Brasileiro é uma iniciativa estratégica indicada nos Mapas Estratégicos do Ministério da Cultura (MinC) e do Ibram, para estabelecer os parâmetros necessários à preservação e segurança do patrimônio musealizado brasileiro. Para aprimorar a capacidade de prevenção e, ao mesmo tempo, indicar medidas de controle, tratamento e resposta aos riscos, este Programa se subdivide em eixos, de forma a abarcar todo o ciclo do gerenciamento de riscos e que também refletem ações a serem  implementadas diretamente pelo Ibram, bem como por cada museu brasileiro.

### Sustentabilidade (social, cultural, econômica e ambiental)

##### Editais e Prêmios
No âmbito do Programa de Fomento aos Museus Brasileiros, o Ibram desenvolve mecanismos que apoiam e premiam iniciativas em instituições museológicas alinhadas às diretrizes da Política Nacional de Museus (PNM), desde ações para modernização a experiências de memória social desenvolvidas por grupos populares, entre outros.
O apoio à modernização de unidades museológicas, com aquisição de equipamentos, material permanente, preservação de acervos museológicos, serviços de adequação dos espaços museais, contribui sobremaneira para a valorização, preservação e a fruição do patrimônio cultural brasileiro e da memória nacional, considerados como fatores de inclusão social e cidadania, por meio do desenvolvimento e da revitalização das instituições museológicas.
As instituições premiadas ao longo dos anos no Programa de Fomento aos Museus Brasileiros estão distribuídas em diferentes regiões brasileiras, configurando uma política pública que promove a descentralização de ações para a promoção cultural. Em 2018, os Chamamentos Públicos realizados pelo Ibram foram os seguintes: Modernização de Museus; Prêmio Pontos de Memória; Mais Museus; Prêmio Mário Pedrosa; e Prêmio Darcy Ribeiro.

##### Linha de Ação Sustentabilidade das Instituições e Processos Museais Ibero-Americanos
Aprovada pelo Comitê Intergovernamental do Programa Ibermuseus em 2014, a Linha de Ação Sustentabilidade das Instituições e Processos Museais Ibero-Americanos é liderada pelo Brasil com a coordenação executiva do Ibram. O projeto tem como objetivo contribuir para a construção de uma cultura de sustentabilidade do setor museológico em suas quatro dimensões (cultural, social, econômica e ambiental), fortalecendo identidades, autonomias e protagonismos dos saberes e fazeres nos países ibero-americanos. Atualmente, conta com a participação direta de 11 países (Argentina, Brasil, Chile, Colômbia, Costa Rica, Equador, Espanha, México, Portugal, Peru, Uruguai).

### Geração e difusão de conhecimento

##### Pesquisas socioeconômicas
Desde 2010, o Ibram empreende pesquisas socioeconômicas com o objetivo de propor, analisar, avaliar e aperfeiçoar políticas e programas para o setor museológico, mas também de fomentar o interesse na área em diferentes linhas de pesquisa e em conformidade com o Plano Nacional de Cultura (PNC) do Governo Federal. Estudos como o levantamento anual de investimentos públicos federais nos museus brasileiros, o impacto da Semana Nacional de Museus, as prospecções do setor no início do século XXI e a identificação e acompanhamento da cadeia produtiva evidenciam possibilidades de desenvolvimento socioeconômico sustentável do setor.
Saber Museu
A plataforma do Saber Museu foi criada para integrar os diferentes esforços de capacitação, qualificação e formação já empreendidos pelo Instituto Brasileiro, atendendo às atribuições legais do órgão, bem como à Política Nacional de Museus (PNM), ao Plano Nacional de Cultura (PNC) e ao Plano Nacional Setorial de Museus (PNSM) relativas à ações de formação, à produção e à difusão do conhecimento e informação sobre o campo museológico.

##### Cadastro Nacional de Museus
O Cadastro Nacional de Museus (CNM), criado em 2006 pelo então Departamento de Museus do Instituto do Patrimônio Histórico e Artístico Nacional (Iphan), é um instrumento da Política Nacional de Museus (PNM) atualmente gerido pelo Instituto Brasileiro de Museus. Tem como objetivo de mapear e coletar informações sobre os museus brasileiros. Desde sua criação, o CNM já mapeou mais de 3.700 instituições museológicas no país. Baseado nas informações coletadas, produziu duas publicações relevantes: Museus em Números e Guia dos Museus Brasileiros. As séries históricas de dados coletados pelo CNM estão disponíveis no Portal de Dados Abertos do Governo Federal.

##### Museusbr

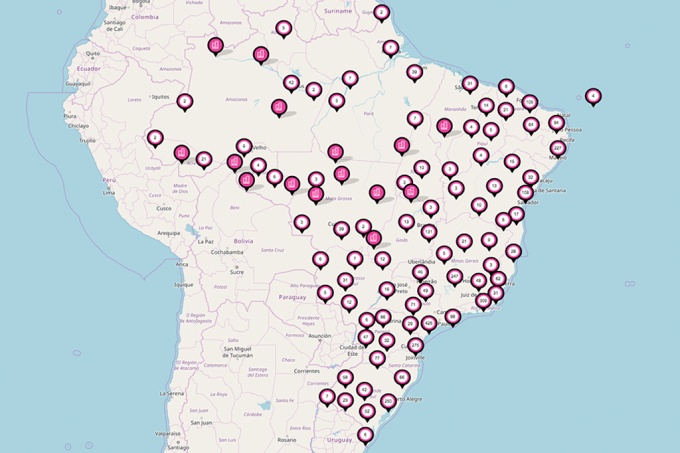
Mapa dos Museus (Museusbr).

A plataforma Museusbr foi criada  para aprimorar os mecanismos de coleta de informações, facilitar a participação dos museus, promover maior transparência na gestão pública, garantir a contribuição da sociedade e acurar a qualidade dos dados do Cadastro Nacional de Museus. O mapeamento e a atualização das informações dos museus são feitos de forma colaborativa, permitindo à sociedade a participação direta na inclusão de informações e produção de conhecimentos no campo museológico, trabalhando com dados abertos em software livre. O trabalho é feito com a colaboração da ReNIM, a Rede Nacional de Identificação de Museus, composta pelos órgãos responsáveis pelas políticas setoriais de museus em todos os âmbitos. Museusbr gera páginas eletrônicas para os museus, o que aumenta a sua visibilidade, e permite a divulgação de seus eventos e possibilita ainda a interligação com agendas municipais, estaduais, regionais, temáticas etc. Assim se reduz o risco de desatualização das informações, em virtude do compartilhamento de dados com outras plataformas como a do Sistema Nacional de Informações e Indicadores Culturais (SNIIC/MinC) e a do Registro dos Museus Ibero-americanos do Programa Ibermuseus. Museusbr oferece também mapas georreferenciados e diversas informações sobre os museus, permitindo extração de dados em formato de planilha, conforme os vários filtros oferecidos.

##### Registro de Museus
O Registro de Museus (RM) é um instrumento previsto na Lei nº 11 904/2009 com o objetivo de estimular a formalização dos museus, a partir do acompanhamento das dinâmicas de criação, fusão, incorporação, cisão ou extinção de museus, visando criar mecanismos de coleta, análise e compartilhamento de informações sobre os museus brasileiros, com o propósito de aprimorar a qualidade de suas gestões e fortalecer as políticas públicas setoriais. Inicialmente são registrados apenas os museus tradicionais, ecomuseus/museus de território e museus itinerantes. O Registro de Museus Virtuais, Parque e Unidades de Conservação da Natureza ainda está em discussão com os membros da Rede Nacional de Identificação de Museus.

##### Tainacan
Desde a sua criação, o Instituto Brasileiro de Museus busca responder à atribuição prevista no Estatuto de Museus de desenvolver e estimular ações de circulação, intercâmbio e gestão de acervos e coleções, por meio da construção de normativas e soluções para a padronização de uma base de dados que permita o registro e a busca integrada das informações dos acervos dos museus do país. Em 2016, o Ibram integrou a pesquisa realizada pela Universidade Federal do Goiás (UFG), com objetivo de customizar a plataforma Tainacan para atender a essa necessidade. O Tainacan é uma plataforma online para a criação de repositórios digitais com sistemas de busca integrada, configuração de metadados e difusão dos acervos em rede com foco em mídias digitais. O trabalho da parceria consiste na migração dos dados dos itens dos acervos dos museus participantes do projeto piloto - Museu Histórico Nacional, Museu da República, Museu Villa-Lobos, Museu Regional São João Del Rei, Museu Regional Casa dos Ottoni, Museu do Diamante e Museu do Ouro - para coleções do repositório. O projeto prevê, também, a inclusão dos acervos das seguintes unidades museológicas do Ibram: Museu Casa de Benjamin Constant, Museu Casa da Hera, Museu das Missões e Museu Victor Meirelles.
O Museu Histórico Nacional publicou em 1 de dezembro de 2018 o primeiro acervo online disponibilizado ao público dentre os museus do Instituto Brasileiro de Museus (IBRAM), que administra 30 museus federais e prevê a implementação de repositórios similares nessas instituições já em 2019. O acervo está disponível no link: http://mhn.acervos.museus.gov.br/ Arquivado em 1 de abril de  2019, no Wayback Machine.
O projeto de pesquisa e desenvolvimento do software-livre Tainacan é uma parceria entre o Ministério da Cultura (MinC), IBRAM e  Universidade Federal de Goiás – por meio do Laboratório de Políticas Públicas Participativas (L3P) e do Laboratório de Pesquisa, Desenvolvimento e Inovação em Mídias Interativas (Media Lab/UFG).

##### Cenedom
O Centro Nacional de Estudos e Documentação da Museologia (Cenedom) tem como atribuições promover e integrar estudos e pesquisas interdisciplinares voltados às políticas públicas museológicas; constituir coleções de fontes documentais e bibliográficas relevantes para a história da Museologia Brasileira; gerenciar a Política de Desenvolvimento de Coleções Bibliográficas do Ibram; realizar a preservação de todo o acervo do Cenedom bem como da memória técnica institucional do Instituto Brasileiro de Museus e auxiliar a pesquisa de projetos ligados à Museologia Brasileira. O Centro presta atendimento ao público e abriga o Arquivo Permanente do Ibram; a Biblioteca Central, especializada em Museologia e áreas correlatas e a Biblioteca Depositária,  que recebe todas as publicações oficiais de autoria, coautoria, em colaboração ou editadas pelo Ibram com a finalidade de armazenar, preservar e divulgar a sua memória técnica e institucional.

## Programas e Ações de Promoção, Visibilidade e Aumento de Público

##### Semana Nacional de Museus (SNM)
A Semana Nacional de Museus (SNM) é uma ação anual coordenada pelo Instituto Brasileiro de Museus, com duração de uma semana, que visa mobilizar os museus brasileiros a elaborarem programações especiais voltadas para um mesmo tema.

##### Primavera dos Museus (PM)
A Primavera dos Museus (PM) é uma ação anual coordenada pelo Instituto Brasileiro de Museus, com duração de uma semana, que visa mobilizar os museus brasileiros a elaborarem programações especiais voltadas para um mesmo tema, o qual é escolhido pelo próprio Ibram.

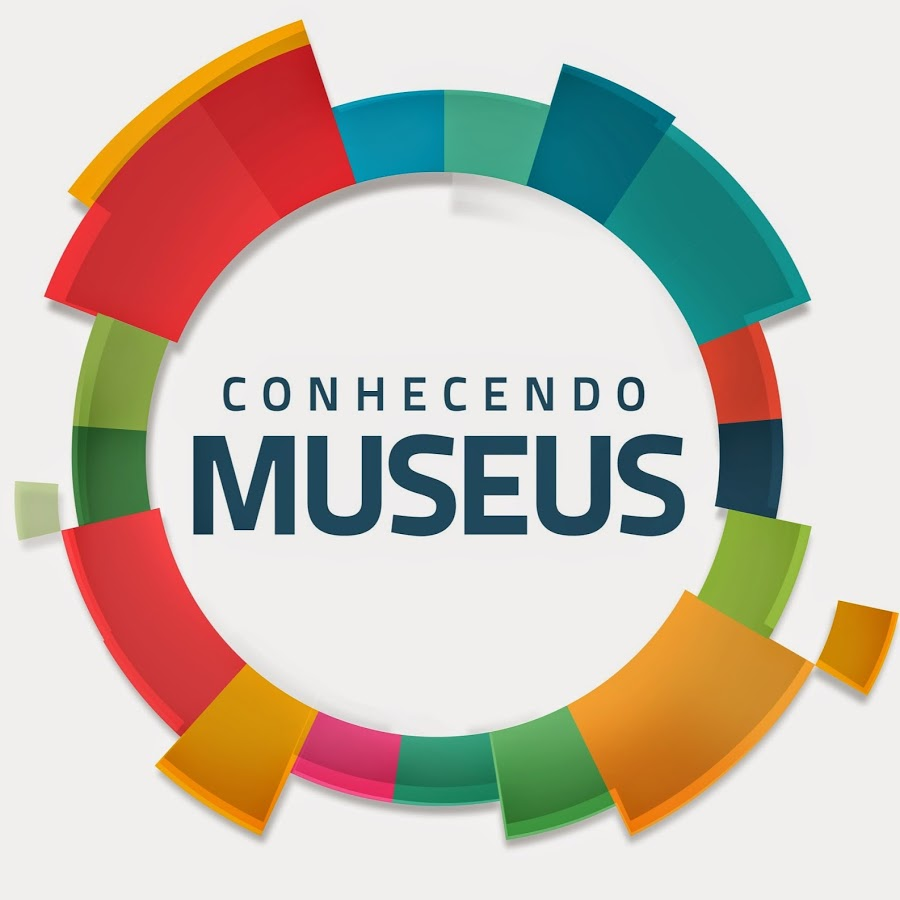
Logomarca do programa Conhecendo Museus.

##### Conhecendo Museus
O programa visa ampliar o acesso ao patrimônio cultural, divulgar e promover, nacional e internacionalmente, os museus brasileiros; destacar as matrizes expressivas da tradição e da memória locais, e, com isso, favorecer as relações culturais e educacionais que proporcionam maior compreensão e aproximação entre as diversas culturas; e colaborar na formação do senso crítico dos telespectadores, principalmente dos mais jovens. A série já produziu quatro temporadas veiculadas nas TVs brasileiras (TV Brasil e TV Escola), também disponíveis no canal Youtube Conhecendo Museus, totalizando 142 episódios e 152 museus apresentados. Cronologia: 1ª Temporada (2008); 2 ª Temporada (2010-2012); 3ª Temporada (2013-2014);  4ª Temporada (2015-2016); e a Continuação da 4ª temporada (2016-2019).

## Principais publicações
| Título | Autor                                                                                 | Detalhes                                | Data |
| --- | ------------------------------------------------------------------------------------- | --------------------------------------- | ---- |
| Cadernos Museológicos - Acessibilidade a Museus                                                                                | Regina Cohen-Cristiane Rose de Siqueira Duarte e Alice de Barros Horizonte Brasileiro | Brasília: Ibram. Vol. 2, 2ª ed..190 p.  | 2012 |
| Coleção ArqMuseus/BiblioMuses - Manual de Diagnóstico de Conservação para Acervos Arquivísticos e Bibliográficos               | Ingrid Beck                                                                           | Brasília: Ibram. Vol. 1, 1ª ed., 83 p.  | 2014 |
| Coleção ArqMuseus/BiblioMuses - Guia para a Elaboração de Políticas de Preservação para Acervos Arquivísticos e Bibliográficos | Ingrid Beck                                                                           | Brasília: Ibram. Vol. 2, 1ª ed., 38 p.  | 2014 |
| Coleção ArqMuseus/BiblioMuses - Guia para a Elaboração de Políticas de Preservação para Acervos Arquivísticos e Bibliográficos | Ingrid Beck                                                                           | Brasília: Ibram. Vol. 3, 1ª ed., 80 p.  | 2014 |
| Coleção ArqMuseus/BiblioMuses - Manual de Higienização e Controle de Pragas em Acervos Arquivísticos e Bibliográficos          | Ingrid Beck                                                                           | Brasília: Ibram. Vol. 4, 1ª ed., 33 p.  | 2014 |
| Coleção Memória e Cidadania - Memórias da Dor: Coleções e narrativas sobre o Holocausto                                        | Kátia Lerner                                                                          | Brasília: Ibram, 1ª ed., 343 p.         | 2013 |
| Coleção Memória e Cidadania - A experiência etnográfica de Katarina Real (1927 - 2006): colecionando maracatus em Recife       | Clarisse Quintanilha Kubrusy                                                          | Brasília: Ibram, 1ª ed., 142 p.         | 2011 |
| Coleção Memória e Cidadania - A imaginação museal: museu, memória e poder em Gustavo Barroso, Gilberto Freyre e Darcy Ribeiro  | Mario de Souza Chagas                                                                 | Brasília: Ibram, 1ª ed., 258 p.         | 2009 |
| Coleção Memória e Cidadania - Marcas da Clandestinidade: Memórias da ditadura militar brasileira                               | Carolina Dellamare                                                                    | Brasília: Ibram. Vol. 9, 1ª ed., 263 p. | 2011 |
| Coleção Museus, Economia e Sustentabilidade - Museus e a dimensão econômica: da cadeia produtiva à Gestão Sustentável          | Instituto Brasileiro de Museus                                                        | Brasília: Ibram, 1ª ed., 200 p.         | 2017 |
| Coleção Museus, Economia e Sustentabilidade - Encontros com o futuro: prospecções do campo museal no início do século XXI      | Frederico Barbosa et al.                                                              | Brasília: Ibram, 1ª ed., 142 p.         | 2014 |
| Educação Museal: experiências e narrativas - Prêmio Darcy Ribeiro                                                              | Instituto Brasileiro de Museus                                                        | Brasília: Ibram, 1ª ed., 172 p.         | 2008 |
| Educação Museal: experiências e narrativas - Prêmio Darcy Ribeiro                                                              | Instituto Brasileiro de Museus                                                        | Brasília: Ibram, 1ª ed., 164 p.         | 2009 |
| Educação Museal: experiências e narrativas - Prêmio Darcy Ribeiro                                                              | Instituto Brasileiro de Museus                                                        | Brasília: Ibram, 1ª ed., 124 p.         | 2010 |
| Gestão da Propriedade Intelectual em Museus                                                                                    | Rina Elster Pantalony (trad. Daniel Batista de Carvalho Fernandes)                    | Brasília: Ibram, 1ª ed., 208 p.         | 2017 |
| Guia dos Museus Brasileiros | Instituto Brasileiro de Museus                                                        | Brasília: Ibram, 1ª ed., 592 p.         | 2011 |
| Museus e Turismo: estratégias de cooperação                                                                                    | Instituto Brasileiro de Museus                                                        | Brasília: Ibram, 1ª ed., 80 p.          | 2014 |
| Museus em Números (Volume 1)                                                                                                   | Instituto Brasileiro de Museus                                                        | Brasília: Ibram. Vol. 1, 1ª ed., 240 p. | 2011 |
| Museus em Números (Volume 2)                                                                                                   | Instituto Brasileiro de Museus                                                        | Brasília: Ibram. Vol. 2, 1ª ed., 720 p. | 2011 |
| Revista Brasileira de Museus - Musas nº 4                                                                                      | Instituto Brasileiro de Museus (org.)                                                 | Brasília: Ibram, 1ª ed., 205 p.         | 2009 |
| Revista Brasileira de Museus - Musas nº 5                                                                                      | Instituto Brasileiro de Museus (org.)                                                 | Brasília: Ibram, 1ª ed., 313 p.         | 2011 |
| Revista Brasileira de Museus e Museologia - Musas nº 6                                                                         | Instituto Brasileiro de Museus (org.)                                                 | Brasília: Ibram, 1ª ed., 275 p.         | 2014 |
| Revista Brasileira de Museus e Museologia - Musas nº 7                                                                         | Instituto Brasileiro de Museus (org.)                                                 | Brasília: Ibram, 1ª ed., 299 p.         | 2016 |
| Revista Brasileira de Museus e Museologia - Musas nº 8                                                                         | Instituto Brasileiro de Museus (org.)                                                 | Brasília: Ibram, 1ª ed., 248 p.         | 2018 |
| Revista de Cultura e Museus – Museália nº 1                                                                                    | Instituto Brasileiro de Museus                                                        | Brasília: Ibram, 1ª ed., 79 p.          | 2010 |
| Subsídios para a elaboração de planos museológicos                                                                             | Instituto Brasileiro de Museus                                                        | Brasília: Ibram, 1ª ed., 112 p.         | 2016 |